# Valentina Romeo
Valentina Romeo, conosciuta anche col diminutivo Val (Messina, 30 ottobre 1977), è una fumettista, illustratrice e giocatrice di biliardo italiana.
Frequenta la Scuola Comix di Napoli, dove successivamente lavora come illustratrice ad alcuni progetti per l'editoria scolastica.
Nel 2006 inizia la sua collaborazione per Jonathan Steele (versione Star Comics), entrando a far parte dello staff del personaggio di Federico Memola.
Oltre alla carriera artistica è campionessa di biliardo, vincendo il titolo italiano femminile e la prima medaglia europea del pool femminile italiano sia per l'individuale che per la squadra. È membro della Nazionale Italiana di Pool per circa 10 anni.
Nel 2007 disegna una storia a fumetti a colori sulla vita del Santo Giuseppe Moscati, edita sul n. 57 della rivista Net Magazine.
Nel 2009, sempre per Star Comics, realizza due albi della miniserie Rourke, creata da Federico Memola.
Nell'agosto del 2010 esordisce alla Sergio Bonelli Editore tra le pagine del numero 231 di Nathan Never, e nel 2011 collabora alla realizzazione del Dylan Dog Color Fest n. 6, illustrando la storia dal titolo Tagli aziendali, collaborando con Chiara Caccivio e Ketty Formaggio.
Nel frattempo partecipa anche ad un progetto creato da Corriere del Mezzogiorno, Scuola Comix e Napoli COMICON, chiamato Nero Napoletano.
Il 15 marzo 2012 collabora con Paola Barbato e Matteo Bussola disegnando la puntata n° 34 del web comic Davvero.
Nel 2012 vengono pubblicati i numeri 254 e 258 di Nathan Never, da lei disegnati.
Nel 2013 ritorna sulla collana Dylan Dog Gigante con la storia La vicina di casa, sui testi di Pasquale Ruju.
Entra a far parte dello staff di Morgan Lost, serie a fumetti di Claudio Chiaverotti, disegnando due albi del 2016: il numero 4, dal titolo La rosa nera, e il numero 12, Killer Clown, dando al personaggio le fattezze di un modello e attore che ama, Ian Somerhalder, come accade poi, dal 2019, per Zagor.

## Pubblicazioni

### Dylan Dog
- Chiara Caccivio (testi), Valentina Romeo (disegni); Tagli aziendali, in Dylan Dog Color Fest n. 6, Sergio Bonelli Editore, maggio 2011.
- Pasquale Ruju (testi), Val Romeo (disegni); La vicina di casa, in Dylan Dog Gigante n. 22, Sergio Bonelli Editore, novembre 2013.
- Giovanni Gualdoni (testi), Val Romeo (disegni); Romeo e Giulietta devono morire, in Maxi Dylan Dog n. 28, Sergio Bonelli Editore, ottobre 2016.

### Morgan Lost
- Claudio Chiaverotti (testi), Val Romeo (disegni); La rosa nera, in Morgan Lost n. 4, Sergio Bonelli Editore, gennaio 2016.
- Claudio Chiaverotti (testi), Val Romeo (disegni); Killer clown, in Morgan Lost n. 12, Sergio Bonelli Editore, settembre 2016.
- Claudio Chiaverotti (testi), Val Romeo (disegni); Le lacrime del diavolo, in Morgan Lost n. 18, Sergio Bonelli Editore, marzo 2017.
- Claudio Chiaverotti (testi), Val Romeo (disegni); Origini, in Morgan Lost Dark Novels n. 0, Sergio Bonelli Editore, novembre 2017.
- Claudio Chiaverotti (testi), Val Romeo (disegni); Il signore della morte, in Morgan Lost Dark Novels n. 2, Sergio Bonelli Editore, gennaio 2018.
- Claudio Chiaverotti (testi), Val Romeo (disegni); L'uomo che uccise Anna Freud, in Morgan Lost Dark Novels n. 6, Sergio Bonelli Editore, maggio 2018.
- Claudio Chiaverotti e Roberto Recchioni (testi), Val Romeo (disegni); Incubi e serial killer, in Morgan Lost & Dylan Dog n. 1, Sergio Bonelli Editore, dicembre 2018.
- Claudio Chiaverotti, Roberto Recchioni (testi), Val Romeo (disegni); Londra in rosso e grigio, in Morgan Lost & Dylan Dog n. 2, Sergio Bonelli Editore, gennaio 2019.
- Claudio Chiaverotti (testi), Val Romeo (disegni); Le storie che non vogliono finire, in Morgan Lost - Black Novels n. 6, Sergio Bonelli Editore, luglio 2019.
- Claudio Chiaverotti (testi), Val Romeo (disegni); Bloody Bunny, in Morgan Lost - Night Novels n. 2, Sergio Bonelli Editore, gennaio 2020.
- Claudio Chiaverotti (testi), Val Romeo (disegni); Il ritorno di Anja, in Morgan Lost - Night Novels n. 5, Sergio Bonelli Editore, aprile 2020.
- Claudio Chiaverotti (testi), Val Romeo, Giovanni Talami, Matteo Mosca (disegni); La mente di ghiaccio, in Morgan Lost - Night Novels n. 8, Sergio Bonelli Editore, luglio 2020.

### Nathan Never
- Antonio Serra, Michele Medda, Bepi Vigna, Stefano Piani, Stefano Vietti (testi), Valentina Romeo, Romeo Toffanetti, Giancarlo Olivares, Ivan Calcaterra (disegni); Memorie del passato, in Nathan Never n. 231, Sergio Bonelli Editore, settembre 2010.
- Antonio Serra, Mirko Perniola (testi), Valentina Romeo, Guido Masala, Gino Vercelli, Silvia Corbetta (disegni); Le chiavi del futuro, in Nathan Never n. 254, Sergio Bonelli Editore, agosto 2012.
- Alberto Ostini (testi), Val Romeo (disegni); Haiku, in Nathan Never n. 258, Sergio Bonelli Editore, novembre 2012.
- Davide Rigamonti (testi), Valentina Romeo (disegni); Tracce di verità, in Nathan Never n. 333, Sergio Bonelli Editore, febbraio 2019.

### Zagor
- Moreno Burattini (testi), Valentina Romeo (disegni); Il lupo e la luna, in Maxi Zagor n. 37, Sergio Bonelli Editore, settembre 2019.
- Luigi Mignacco (testi), Val Romeo (disegni); La prigioniera degli Huron, in Color Zagor n. 13, Sergio Bonelli Editore, agosto 2021.
- Luigi Mignacco (testi), Val Romeo (disegni); Golden girls, in Zagor n. 711, Sergio Bonelli Editore, ottobre 2024.

### Altre pubblicazioni
- Vincenzo Beretta, Federico Memola (testi), Val Romeo, Sergio Ponchione, Giacomo Pueroni, Ivan Vitolo, Paolo Pantalena, Giuseppe Candita, Vincenzo Acunzo (disegni); Una vita non basta, in Speciale 20 anni Star Comics - Ritorno al passato, Star Comics, ottobre 2006.
- Federico Memola (testi), Val Romeo (disegni); Gli invasori, in Albi di Jonathan Steele - Seconda serie n. 39, Star Comics, gennaio 2008.
- Federico Memola (testi), Val Romeo (disegni); Le dimore silenziose, in Rourke n. 2, Star Comics, giugno 2009.
- Federico Memola (testi), Val Romeo (disegni); Vite spezzate, in Rourke n. 7, Star Comics, aprile 2010.
- Paola Barbato (testi), Val Romeo (disegni); Puntata 34, in Davvero-Web Comic, 15 marzo 2012.

### Illustrazioni
- Enzo Di Maria, C’era una volta in Sicilia. Fatti e misfatti tra le pieghe della Storia, illustrazioni di Val Romeo (copertina), Algra Editore, 2021, ISBN 978-88-9341-462-3.
- Enzo Di Maria, Di fantasmi e altre storie, illustrazioni di Val Romeo (copertina), Algra Editore, 2022, ISBN 978-88-9341-591-0.
- Enzo Di Maria, C’era una volta un Re in Sicilia. Storie di onore, amore e tradimento, illustrazioni di Val Romeo (copertina), Algra Editore, 2024, ISBN 978-88-9341-751-8.